# Biathlon aux Jeux olympiques de 2014 – Relais femmes
Navigation
Vancouver 2010 Pyeongchang 2018
L'épreuve féminine du relais 4 x 6 km biathlon aux Jeux olympiques de 2014 a lieu le 21 février 2014 au complexe de ski de fond et de biathlon Laura. Les Ukrainiennes remportent le relais devant les Russes et les Norvégiennes. Disqualifiées en novembre 2017, en raison du dopage d'Olga Vilukhina, de Yana Romanova et d'Olga Zaïtseva, contrôlée positive, les Russes font appel auprès du Tribunal arbitral du sport (TAS). En 2020, le Tribunal arbitral du sport annule les disqualifications de Vilukhina et Romanova des épreuves individuelles des Jeux olympiques de 2014 mais maintient celle de Zaïtseva, confirmant ainsi la disqualification du relais russe. En mai 2022, les classements et la réattribution des médailles sont oficialisés par le CIO : la Norvège récupère la médaille d'argent (au lieu du bronze) et la Tchéquie obtient la médaille de bronze.

## Résultats
| Rang                                | Pays        | Dossard | Athlètes                                                                     | Tir             | Tir             | Total Pénalités (Tours+Pioches) | Temps par relais                                        | Résultat          | Retard        |
| Rang                                | Pays        | Dossard | Athlètes                                                                     | Couché          | Debout          | Total Pénalités (Tours+Pioches) | Temps par relais                                        | Résultat          | Retard        |
| ----------------------------------- | ----------- | ------- | ---------------------------------------------------------------------------- | --------------- | --------------- | ------------------------------- | ------------------------------------------------------- | ----------------- | ------------- |
| Médaille d'or, Jeux olympiques      | Ukraine     | 2       | Vita Semerenko Juliya Dzhyma Valj Semerenko Olena Pidhrushna                 | 0+0 0+1         | 0+1 0+0 0+3 0+0 | 0+5                             | 16 min 56 s 4 17 min 16 s 3 17 min 40 s 9 18 min 08 s 9 | 1 h 10 min 02 s 5 |               |
| Médaille d'argent, Jeux olympiques  | Norvège     | 4       | Fanny Welle-Strand Horn Tiril Eckhoff Ann Kristin Flatland Tora Berger       | 0+1 0+0         | 0+2 0+1 0+0 0+1 | 0+5                             | 17 min 40 s 5 16 min 57 s 9 17 min 43 s 6 18 min 18 s 1 | 1 h 10 min 40 s 1 | +37 s 6       |
| Médaille de bronze, Jeux olympiques | Tchéquie    | 10      | Eva Puskarčíková Gabriela Soukalová Jitka Landová Veronika Vítková           | 0+2 0+0 0+3 0+2 | 0+2 0+1         | 0+14                            | 17 min 54 s 2 16 min 30 s 6 18 min 42 s 4 18 min 18 s 5 | 1 h 11 min 25 s 7 | +1 min 23 s 2 |
| 4.                                  | Biélorussie | 6       | Liudmila Kalinchik Nadzeya Skardzina Nadzeya Pisareva Darya Domracheva       | 0+2 0+0 0+2 0+0 | 1+3 0+1 0+0     | 1+8                             | 18 min 39 s 0 17 min 38 s 3 18 min 02 s 1 17 min 14 s 0 | 1 h 11 min 33 s 4 | +1 min 30 s 9 |
| 5.                                  | Italie      | 8       | Dorothea Wierer Nicole Gontier Michela Ponza Karin Oberhofer                 | 0+2 1+3 0+0     | 0+1 0+3 0+0     | 1+9                             | 16 min 49 s 7 18 min 46 s 0 18 min 06 s 5 18 min 01 s 1 | 1 h 11 min 43 s 3 | +1 min 40 s 8 |
| 6.                                  | États-Unis  | 14      | Susan Dunklee Hannah Dreissigacker Sara Studebaker Annelies Cook             | 0+2 0+3 0+0 0+2 | 0+1 0+3 0+0 0+2 | 0+13                            | 17 min 02 s 6 18 min 08 s 3 17 min 55 s 6 19 min 07 s 7 | 1 h 12 min 14 s 2 | +2 min 11 s 7 |
| 7.                                  | Canada      | 7       | Rosanna Crawford Megan Imrie Megan Heinicke Zina Kocher                      | 0+2 0+0 0+2     | 0+1 0+2 0+0 2+3 | 2+12                            | 17 min 20 s 7 17 min 41 s 7 17 min 38 s 1 19 min 41 s 0 | 1 h 12 min 21 s 5 | +2 min 19 s 0 |
| 8.                                  | Suisse      | 12      | Selina Gasparin Elisa Gasparin Aita Gasparin Irene Cadurisch                 | 0+3 0+0 0+3     | 0+1 0+0         | 0+9                             | 17 min 17 s 6 17 min 55 s 8 17 min 56 s 1 19 min 24 s 8 | 1 h 12 min 34 s 3 | +2 min 31 s 8 |
| 9.                                  | Pologne     | 11      | Krystyna Pałka Magdalena Gwizdoń Weronika Nowakowska-Ziemniak Monika Hojnisz | 4+3 0+0 0+2 0+0 | 0+1 0+0 0+1     | 4+8                             | 19 min 39 s 0 17 min 06 s 8 17 min 21 s 7 18 min 26 s 9 | 1 h 12 min 34 s 4 | +2 min 31 s 9 |
| 10.                                 | Allemagne   | 1       | Franziska Preuß Andrea Henkel Franziska Hildebrand Laura Dahlmeier           | 0+3 0+1 0+0     | 0+1 0+0         | 0+6                             | 19 min 46 s 7 17 min 25 s 1 17 min 59 s 4 18 min 33 s 0 | 1 h 13 min 44 s 2 | +3 min 41 s 7 |
| 11.                                 | Kazakhstan  | 13      | Galina Vishnevskaya Ielena Khroustaliova Darya Usanova Marina Lebedeva       | 0+0 0+2 0+0 0+3 | 0+2             | 0+13                            | 17 min 36 s 6 18 min 35 s 5 18 min 17 s 4 21 min 25 s 2 | 1 h 15 min 54 s 7 | +5 min 52 s 2 |
| 12.                                 | Japon       | 17      | Fuyuko Suzuki Yuki Nakajima Miki Kobayashi Rina Suzuki                       | 0+0 0+2 0+1 0+3 | 0+1 0+2 0+1     | 0+11                            | 17 min 33 s 2 18 min 47 s 0 19 min 23 s 3 LAP           | LAP               | -             |
| 13.                                 | Slovaquie   | 9       | Jana Gereková Paulína Fialková Terézia Poliaková Martina Chrapánová          | 0+2 1+3 3+3 0+3 | 1+3 0+2 0+0 0+3 | 5+19                            | 17 min 51 s 3 18 min 57 s 7 19 min 48 s 0 LAP           | LAP               | -             |
| 14.                                 | Chine       | 16      | Song Chaoqing Zhang Yan Tang Jialin Song Na                                  | 0+1 0+2 0+0 0+3 | 0+2 0+0 0+1 0+2 | 0+11                            | 18 min 40 s 2 18 min 41 s 1 18 min 40 s 0 LAP           | LAP               | -             |
| 15.                                 | Estonie     | 15      | Kadri Lehtla Grete Gaim Daria Yurlova Johanna Talihärm                       | 0+2 0+1 0+2 0+0 | 0+1 1+3 0+3     | 1+13                            | 18 min 03 s 8 19 min 14 s 8 19 min 58 s 1 LAP           | LAP               | -             |
| DSQ                                 | Russie      | 3       | Iana Romanova Olga Zaïtseva Ekaterina Shumilova Olga Vilukhina               | 0+0 0+1 0+0     | 0+1 0+0 0+1     | 0+4                             | 16 min 56 s 3 17 min 43 s 2 17 min 43 s 3 18 min 06 s 1 | 1 h 10 min 28 s 9 | +26 s 4       |
| DNF                                 | France      | 5       | Marie-Laure Brunet Marie Dorin Habert Anaïs Chevalier Anaïs Bescond          | 0+0             |                 |                                 |                                                         | -                 | -             |

DSQ : Disqualifié